# Brug 2492

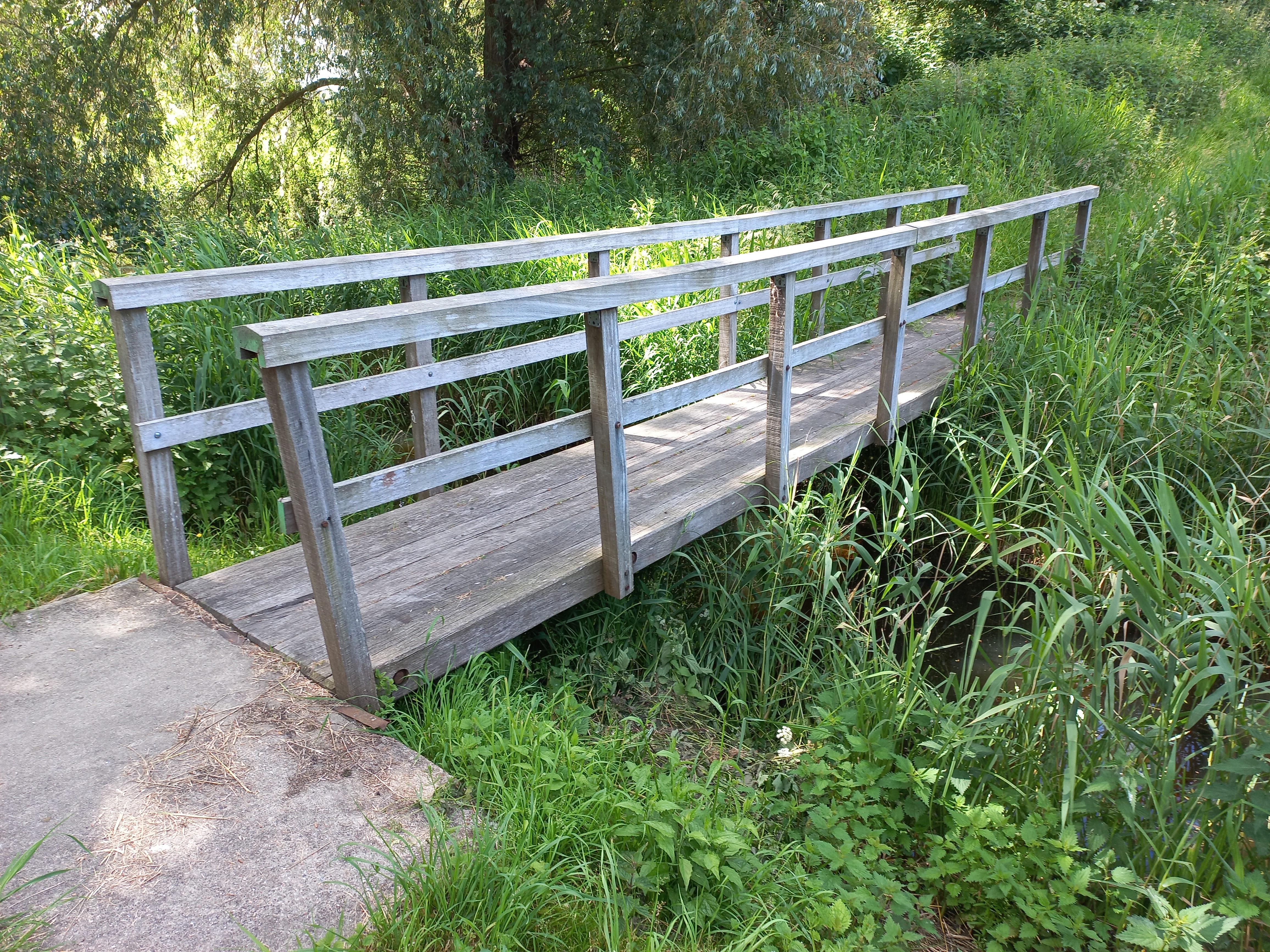
Brug 2492 (juni 2022)

Brug 2492 is een bouwkundig kunstwerk in Amsterdam Nieuw-West.
Bij de inrichting van het recreatiepark Tuinen van West vanaf 2010 werd ter plekke van het gemaal Baron Schimmelpenninck van der Oyeweg een knooppunt van waterwegen aangelegd ter bevordering van de doorstroming en afwatering. Daarbij kwam het poldergmaal met dezelfde naam op een soort eilandje te staan. Om het gemaal bereikbaar te houden werd een voet- en fietspad aangelegd tussen de Osdorperweg en genoemde weg. Ten westen werd nog voor voetgangers een parkbruggetje neergelegd komende van een volkstuintje aan de Baron Schimmelpenninck van der Oyeweg gaande over een slootje en landend op een groenstrook tussen weg en Osdorpervaart. Het geeft toegang tot een onverhard (grasland) voetpad.   
2400 · 2401 · 2402 · 2403 · 2404 · 2405 · 2406 · 2407 · 2408 · 2409 ·  2410 · 2411 · 2412 · 2413 · 2414 · 2415 · 2421 · 2422 · 2423 · 2424 · 2425 · 2426 · 2427 · 2428 · 2429 · 2430 · 2431 · 2432 · 2433 · 2434 · 2435 · 2436 · 2437 · 2438 · 2439 · 2441 · 2451-2453 · 2454 · 2455 · 2456 · 2457 · 2459 · 2461 · 2462 · 2468 · 2469 · 2470 · 2471 · 2472 · 2473 · 2474 · 2475 · 2476 · 2477 · 2478 · 2480 · 2481 · 2482 · 2483 · 2484 · 2485 · 2486 · 2487 · 2488 · 2489 · 2490 · 2491 · 2492 · 2493 · 2494-2499
Brugnummers 2416, 2417, 2418, 2419, 2420, 2441, 2442, 2443, 2444,  2445, 2446, 2447, 2448, 2449, 2450, 2458, 2460, 2463, 2464, 2465, 2466, 2467, 2479 zijn niet vergeven.